# Paul Bettany
Paul Bettany (Londres, Anglaterra, 27 de maig de 1971) és un actor britànic de cinema, teatre i televisió. Va ser candidat al BAFTA al millor actor de repartiment. És conegut per la seva participació en pel·lícules com A Knight's Tale (2001), A Beautiful Mind (2001), Master and Commander: The Far Side of the World (2003), Wimbledon (2004), El codi Da Vinci (2006), The Secret Life of Bees (2008), Legion (2009) i a més per la seva participació com a Visió i J.A.R.V.I.S (veu) a l'Univers cinematogràfic de Marvel.
Les seves pel·lícules més reeixides comercialment han estat Avengers: Infinity War amb més de 2000 milions, The Avengers (2012) amb 1500 milions de dòlars a nivell mundial, la seqüela Avengers: Age of Ultron (2015) amb 1400 milions, Iron Man 3 (2013) amb 1200 milions i El codi Da Vinci amb 758 milions de dòlars a tot el món.

## Biografia
Paul Bettany, fill de Thane Bettany i Anne Kettle, va néixer al barri londinenc de Shepherd's Bush, al si d'una família d'actors de teatre. Va créixer a la ciutat de Hatfield, al comtat d'Hertfordshire, on el seu pare feia classes en una escola. Té una germana gran anomenada Sarah i va tenir un germà menor anomenat Matthew que va morir en un accident als vuit anys, després de caure des del sostre d'un edifici. Després d'aquest succés, els seus pares es van divorciar i ell se'n va anar a viure sol a Londres, on va ser músic de carrer abans d'iniciar els seus estudis al Drama Centre London el 1990.
Durant un temps va tenir problemes amb les drogues, cosa que el va portar a tenir diversos aldarulls en hotels i avions, pels quals va decidir posar fi a la seva addicció. A A Beautiful Mind (2001) va conèixer qui actualment és la seva dona, la també actriu Jennifer Connelly, amb qui es va casar l'1 de gener de 2003 a Escòcia, en una cerimònia conformada pel seu cercle d'amics i familiars més propers. Va tenir el seu primer fill amb Connelly a l'agost d'aquell mateix any, anomenat Stellan, en honor al seu amic, l'actor Stellan Skarsgård. A més, és el padrastre de Kai, el fill gran de Jennifer Connelly, i motiu pel qual viuen a Nova York. El 31 de maig de 2011 van tenir el seu segon fill, una nena anomenada Agnes Lark.11 Bettany, que va ser criat com a catòlic, és actualment ateu.